# Friedel Helbrecht
Friedrich "Friedel" Helbrecht (* 25. Juni 1933 in Osnabrück; † 5. Oktober 2009) war ein deutscher Architekt und Fußballspieler.

## Leben und Werk
Für den VfL Osnabrück spielte er als Abwehrspieler in der Oberliga Nord und war von 1971 bis 1977 der Präsident des Vereins.
Helbrecht kam 1953 von Raspo Osnabrück zum VfL Osnabrück, für den er als Verteidiger 21 Einsätze in der Oberliga Nord absolvierte. Zwei Jahre später verließ er den Verein und konzentrierte sich auf sein Studium.
Anschließend arbeitete er als Architekt und Bauingenieur in Osnabrück. Er erbaute u. a. das Gebäude des Stadtgymnasiums Detmold und die Handelslehranstalt in Ibbenbüren.
Am 19. Mai 1971 wurde er Präsident des VfL als Nachfolger von Eduard Piepenbrock und führte dieses Amt bis März 1977, als er von Hartwig Piepenbrock abgelöst wurde.